# Централен рилски резерват
Централният рилски резерват е най-големият резерват на Балканския полуостров, намира се в Рила, България.

## Основаване и статут
Обявен е за резерват с обща площ 12393,7 хектара със Заповед No.114 на Министерството на околната среда от 24.02.1992 година, с цел запазване на екосистеми, характерни за райони с различна надморска височина в първоначалното им състояние.

## География
В резервата се намират най-високите точки от национален парк „Рила“ - Мусала, Дено, Голям Скакавец, Малък Скакавец и други, както и ниските долини на реките Марица, Леви Искър и Бели Искър. Резерватът обхваща също така и голям брой езера и езерни групи - Маричини, Мусаленски, Скакавишки и др. Релефът на резервата в по-високите чести е предимно алпийски, т.е. представен е от множество скални зъбери, сипеи и други.
След създаването на Централния рилски резерват в него е включен вече съществуващият биосферен резерват „Маричини езера“, като териториите на стария резерват запазват своя статут на биосферни по програмата на ЮНЕСКО „Човек и биосфера“.

## Флора
Най-големи територии от резервата обхващат иглолистните гори, образувани основно от бяла мура и обикновен смърч. В по-високите зони — в субалпийския пояс, са разположени обширни формации от клек, които на места са на възраст над 70 години. Растителният свят е изключително богат. Едни от най-често срещаните видове са рилска иглика, петниста тинтява, пролетно котенце, българско омайниче, крайснежно звънче.

## Фауна
Голям е броят на животните от видовете дива коза, кафява мечка, златка, глухар и други. Изключително многобройни са представителите на безгръбначните животни, както и в целия Национален парк „Рила“. Установени са няколко ендемични и реликтни видове животни.